# Петля (одежда)

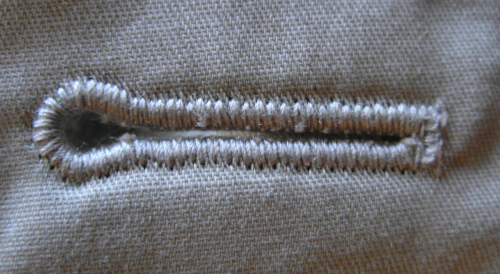
Обмётанная петля с глазком

Петля — обмётанный прорез в одежде, для застежки пуговки. 
Была изобретена в XIII веке в Германии.

## Виды петель
- По принципу обработки:

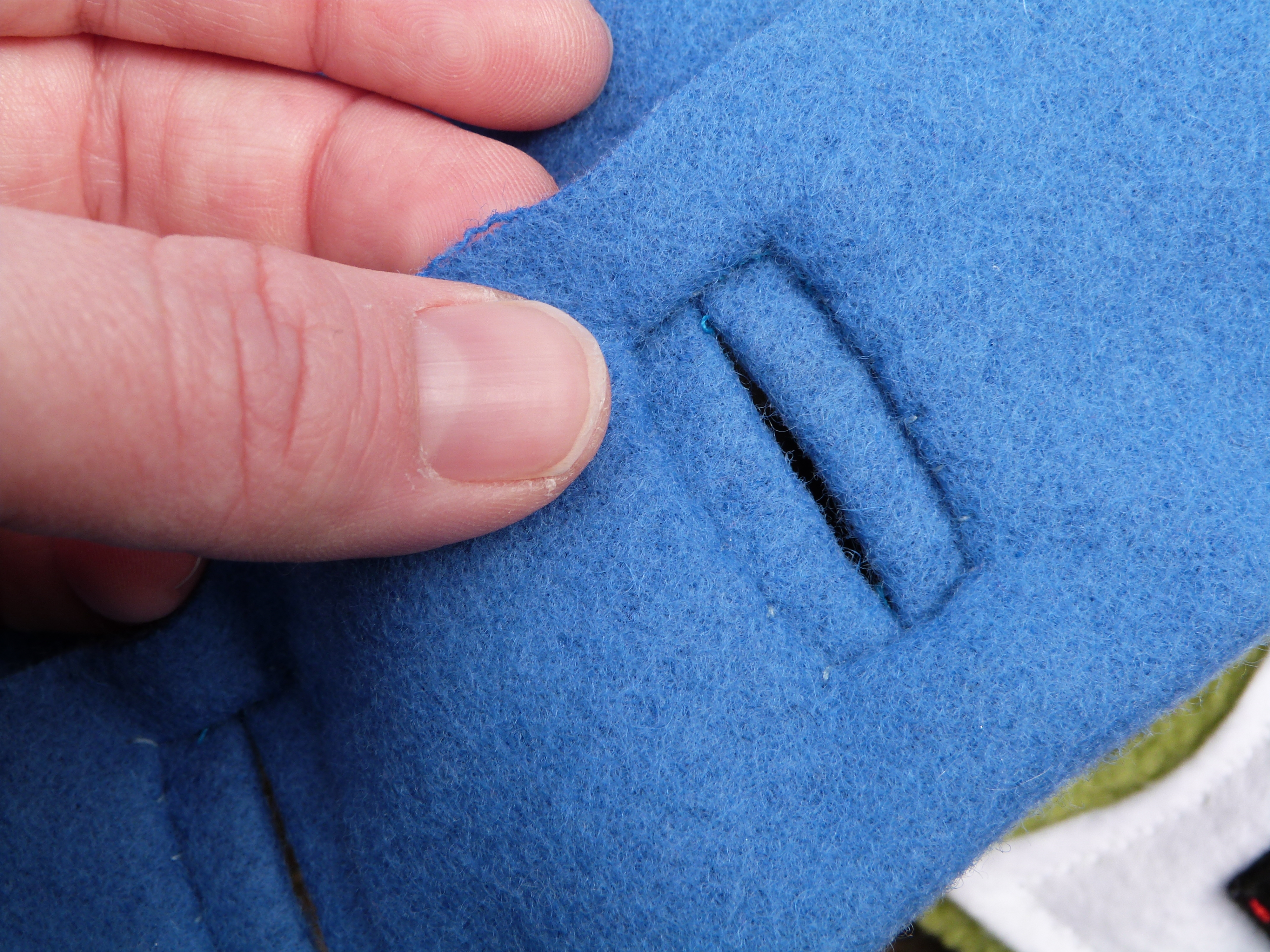
Обтачная петля в рамку

  - Обмётанные петли прямые (без глазка) и с глазком. Обмётывание выполняют на специальной промышленной швейной машине (петельном полуавтомате), бытовой швейной машине с функцией обмётывания петель или вручную петельными стёжками, с последующим проделыванием прорези петли.
  - Обтачные петли в кант или рамку.
- По принципу расположения:
  - Сквозная петля выполняется в основных деталях одежды и не является отдельным элементом (деталью).
  - Навесная петля является отдельным элементом в виде шнура или застроченной полоски ткани[2].

## Интересные факты
Сторону одежды с петлями, естественным образом, до́лжно запахивать поверх стороны с пуговицами. В европейской мужской одежде петли располагают на левой стороне, в женской — на правой. Существуют разнообразные теории причин такого расположения.